# Andreas Petermann
Andreas Petermann (ur. 7 lipca 1957 w Greiz) – niemiecki kolarz szosowy reprezentujący NRD, złoty medalista mistrzostw świata.

## Kariera
Największy sukces w karierze osiągnął w 1979 roku, kiedy wspólnie z Falkiem Bodenem, Berndem Droganem i Hansem-Joachimem Hartnickiem zdobył złoty medal w drużynowej jeździe na czas na mistrzostwach świata w Amsterdamie. Był to jednak jedyny medal wywalczony przez niego na międzynarodowej imprezie tej rangi. Na tych samych mistrzostwach zajął ponadto piąte miejsce w wyścigu ze startu wspólnego amatorów. Wynik ten powtórzył podczas rozgrywanych trzy lata później mistrzostw świata w Goodwood. W 1980 roku wystartował na igrzyskach olimpijskich w Moskwie, gdzie był dziesiąty w wyścigu ze startu wspólnego. Ponadto w latach 1980 i 1981 wygrywał Internationale Thüringen Rundfahrt, a w 1983 roku był najlepszy w wyścigu Dookoła Maroka. Zajął też drugie miejsce w klasyfikacji generalnej Wyścigu Pokoju w 1979 roku i trzecie w DDR-Rundfahrt rok później. Kilkakrotnie zdobywał medale mistrzostw kraju, w tym trzy złote.